# (385250) 2001 DH47
(385250) 2001 DH47 — небольшой троянский астероид Марса, расположенный в марсианской точке Лагранжа L5, движущийся по орбите на расстоянии 0,3 а. е. от планеты в 60° позади неё. Астероид был открыт 20 февраля 2001 года в рамках проекта LINEAR в обсерватории города Сокорро и пока не получил собственного названия. Он классифицируется центром малых планет как Марс-кроссер. Его орбита имеет низкий эксцентриситет (0,035), умеренный наклон (24,4 º) и большую полуось 1,52 а. е.. Орбита хорошо определена, поскольку она основана (на март 2013) на 45 наблюдениях и дуге наблюдений 3148 дней. Имеет абсолютную звёздную величину 18,9 и диаметр 562 метра.

## Эволюция орбиты
В 2005 году был идентифицирован как троянский астероид Марса Г. Шоллем, Ф. Марсари и П. Трикарико. Недавние расчёты подтверждают, что это действительно стабильный троянец Марса в точке L5 с периодом либрации 1365 лет и амплитудой 11°. Эти значения, а также его краткосрочные орбитальные эволюции очень похожи на (5261) Эврика.

## Происхождение
Долгосрочные численные интеграции показывают, что его орбита очень стабильна на временных масштабах порядка млрд лет. Как и в случае Эврики, расчёты в обоих направлениях времени (4,5 млрд лет в прошлое и в будущее) указывают на то, что 2001 DH47 может быть изначальным объектом, возможно, выжившим объектом популяции планетезималей, которые сформировались в области планет земного типа в ранней истории Солнечной системы.